# پنیوز فرساد
پنیوز فرساد یا فینوس فرساد یا فینوس فرسید یا فینوس فرسعید (انگلیسی: Fénius Farsaid) پادشاه افسانه ای سکایی است که در نسخه‌های مختلف اساطیر ایرلندی ظاهر می‌شود. فینوس فرساد به عنوان یکی از اهالی بابلی شناخته می‌شود که پس از فروریختن برج بابل به سکا سفر کرد.